# Pavel Kourlov
Pavel Grigorievitch Kourlov (Павел Григорьевич Курлов), né le 5 (17) janvier 1860 et mort le 20 juin 1923), est un lieutenant-général de l'armée impériale russe qui fut appelé au plus hauts postes de l'État : gouverneur de Kiev et de Minsk, vice-ministre de l'Intérieur, commandant-en-chef d'un corps de gendarmerie. Dans l'émigration. il écrivit ses Mémoires sous le titre de La Mort de la Russie impériale.

## Biographie

### Formation
Kourlov naît dans une famille de la noblesse. Son grand-père de simple homme du rang s'est hissé jusqu'au grade de général-major, son père est parti à la retraite avec le rang de général d'infanterie. En 1879, il termine l'école de cavalerie Nicolas. Il sert au régiment des grenadiers de la garde à cheval, dans les brigades des gardes-frontières de Tauroggen, Bakou et Saint-Pétersbourg.

### Carrière
En 1888, il termine l'académie juridique militaire Alexandre et sert dans la Supervision du Procureur. Il est affecté au bureau du procureur du district militaire de Moscou. À partir de 1890, il est au département du ministère de la Justice (procureur adjoint de Kostroma, Tver, Vladimir, tribunaux de district de Moscou). En 1891, il est mis en réserve du service actif. En 1899, il est nommé procureur du tribunal de district de Vologda et en 1900 procureur adjoint de la cour de justice de Moscou.
En 1903, Kourlov est nommé vice-gouverneur de Koursk, en 1905, gouverneur de Minsk où il traverse les épreuves de la révolution de 1905. Il réprime la parole des opposants et ne refuse pas l'ordre de tirer sur une foule de manifestants à Minsk le 18 (31) octobre 1905 provoquant la mort de cent personnes ; il échappe à plusieurs tentatives d'assassinat. Le 14 janvier 1906, une bombe est lancée contre lui des mains du socialiste révolutionnaire (SR) Ivan Poulikhov, aidé d'Alexandra Izmaïlovitch et peut-être financé par le député Eustache Lioubanski. Il est finalement rappelé à Saint-Pétersbourg
Kourlov est nommé en 1906 membre du conseil du ministre de l'Intérieur, en avril-août 1907 il est directeur adjoint du département de la police. En 1907, il devient chef de l'administration pénitentiaire principale du ministère de la Justice.
En 1909, Kourlov est appelé au poste de vice-ministre de l'Intérieur, dirigeant le département de la police, commandant le corps de gendarmerie où il s'est «distingué» en participant à l'affaire de la falsification du testament du prince Oguinski par le père et le fils Vonlarlarski. Après l'assassinat de Stolypine en 1911, qui traumatise le régime, Kourlov, dont l'inaction a été mise en cause par la commission Choulguine, est définitivement renvoyé.

### 1914-1917
Pendant la Première Guerre mondiale, Kourlov sert dans le commandement des approvisionnements du Front Nord-Ouest, puis comme chef adjoint du district militaire de la Dvina pour la partie civile. En 1916, il est pendant deux mois vice-ministre par intérim de l'Intérieur. La même année, il propose un « projet pour sauver la Russie de la révolution ». Les principales dispositions de ce projet sont la réforme agraire et la reconnaissance de droits civiques égaux pour les juifs.

### Après 1917
Après la révolution de février 1917 qui instaure la république, il est arrêté le 28 février (13 mars) par le gouvernement provisoire. Il passe plusieurs mois en prison à la  forteresse Pierre-et-Paul de Pétrograd, puis à la prison de Vyborg. Après avoir été interrogé par la commission d'enquête extraordinaire du gouvernement provisoire, il est transféré pour des raisons de santé en résidence surveillée en août 1917. En août 1918, il parvient à fuir à l'étranger, pour échapper à la Terreur rouge.
En émigration, il participe aux activités des organisations monarchistes. Kourlov écrit:
« J'étais et je reste à ce jour un monarchiste convaincu (...) la seule forme de gouvernement correspondant au caractère du peuple russe ne peut être qu'une monarchie absolue. »
Il meurt le 20 juin 1923 à Berlin. Il est enterré trois jours plus tard au cimetière russe de Tegel.

## Famille
- Kourlov épouse en premières noces le 5 juillet 1887 Maria Ivanovna Vakhrameïeva (1865-1930), fille d'un riche industriel du poisson, maire de Iaroslavl, Ivan Alexandrovitch Vakhrameïev. Mais ce mariage ne la rend pas heureuse et les proches du ménage en accusent Kourlov lui-même. Ils se séparent rapidement.

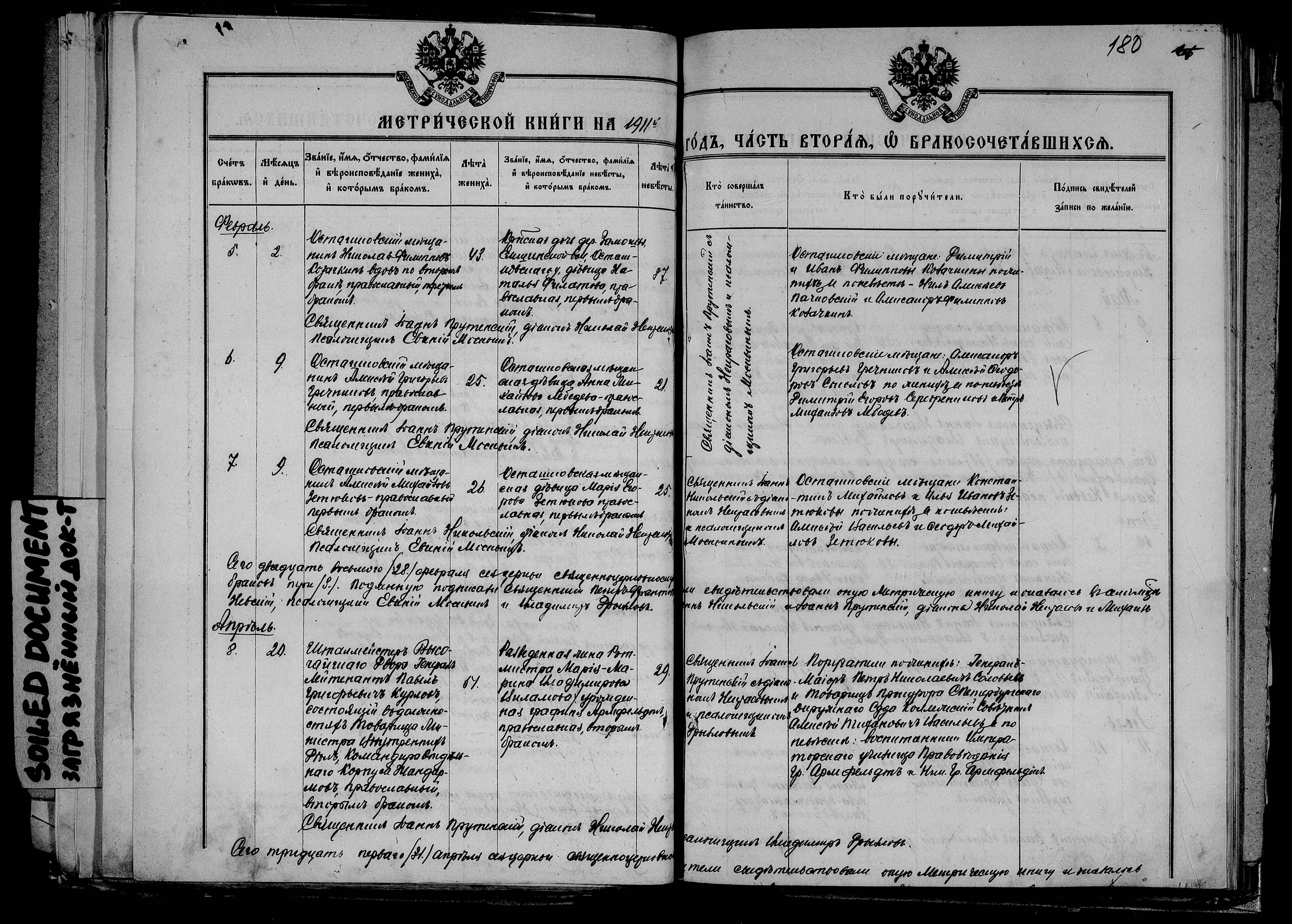
Registres paroissiaux de l'église de la Résurrection.

- Il épouse en secondes noces la comtesse Maria Vladimirovna Armfeldt (née en 1882), divorcée de Gueorgui Nikolaïevitch Villamov. L'Église orthodoxe russe autorisant dans certains cas le remariage de divorcés, la cérémonie a lieu en l'église de la Résurrection d'Ostachkov dans le gouvernement de Tver. Ils ont une fille, Hélène, et un fils, Nicolas.

## Publications
- Конец русского царизма: воспоминания бывшего командира корпуса жандармов La Fin du tzarisme russe, préface de M. Pavlovitch, 1923, 296 pages
- La Mort de la Russie impériale Гибель императорской России. — Berlin: Otto Kirchner & Co, 1923.
  - Réédition à Moscou, éd. Sovremennik, 1991. —  (ISBN 5-270-01465-3)
  - Réédition à Moscou.: éd. Zakharov, 2002. —  (ISBN 5-8159-0254-3)